# Madden Island
Madden Island ist eine 6 km lange Insel des Marshall-Archipels vor der Saunders-Küste des westantarktischen Marie-Byrd-Lands. Im Sulzberger-Schelfeis liegt sie zwischen Moody Island und Grinder Island.
Der United States Geological Survey kartierte sie anhand eigener Vermessungen und Luftaufnahmen der United States Navy aus den Jahren von 1959 bis 1965. Das Advisory Committee on Antarctic Names benannte sie 1970 nach Michael C. Madden, Elektriker auf der Byrd-Station im Jahr 1966.